# Tour aux figures
La Tour aux figures est une sculpture monumentale conçue par l'artiste français Jean Dubuffet (1901–1985) et érigée de 1986 à 1988 à Issy-les-Moulineaux en France.
Bâtie sur une petite butte, elle domine les arbres de la partie orientale du parc départemental de l'île Saint-Germain qui occupe la moitié de l'île du même nom sur la Seine, en aval de Paris.

## Description
La Tour aux figures est une sculpture de vingt-quatre mètres de hauteur sur douze de largeur. Elle consiste en une ossature principale en béton armé, d'une ossature secondaire métallique recouverte d'une peau extérieure, composée de 90 panneaux en résine époxy, réalisée et peinte au polyuréthane par l'équipe de Richard Dhoedt qui fut l'assistant de Jean Dubuffet. 
La tour est peinte aux couleurs habituelles du cycle de L'Hourloupe de Jean Dubuffet : blanc, bleu, rouge, noir. Les formes dessinées sont délimitées par des traits noirs. 
L'intérieur de la structure, réalisée en plâtre projeté peint en noir et blanc, est accessible : il s'agit d'un labyrinthe ascensionnel qui conduit à une salle au sommet. La montée longue de 117 mètres s'épanouit par endroits en petites esplanades, plus ou moins planes et compte plusieurs paliers. C'est une œuvre dans l'œuvre, baptisée le Gastrovolve par Dubuffet qui l'a conçue avec l'aide de l'architecte Antoine Butor. À son propos, il dit : « L'usager de cette demeure devrait donc, s'il n'est célibataire et s'il n'est résolu à la vie érémitique, l'utiliser seulement comme un lieu occasionnel de retirement et de rêverie. À défaut d'autre luxe, il y jouira d'une exceptionnelle profusion d'espace où se déplacer librement sans portes à passer. Avec le plaisir d'un habitat grimpant comme celui d'un mouflon. »
Jean Dubuffet a créé une tour dans laquelle on peut rentrer pour que les visiteurs ne soient plus devant l'œuvre comme c'est habituellement le cas, mais dans l'œuvre. Ainsi, ils rentrent dans les images et sont immergés dans le monde de L'Hourloupe. Comme pour les autres œuvres de L'Hourloupe il s'agit pour Jean Dubuffet de remettre en cause notre interprétation de la réalité et du monde qui nous entoure. Les formes sinueuses des motifs de L'Hourloupe peints sur la Tour aux figures se font et défont au gré du regard afin d'engager une réflexion sur le réel et l'imaginaire. 

## Historique
À partir de 1967, Jean Dubuffet réalise des sculptures en polystyrène expansé, transférés ensuite en résine, dans le cadre du « cycle de L'Hourloupe », monde imaginaire inventé par l'artiste. Il quitte alors le plan de la page de dessin pour entrer dans une troisième dimension. Parmi ces sculptures, qui deviennent rapidement des projets de monuments, une série de « bornes » auxquelles la Tour aux figures fait suite. 
La maquette de la Tour aux figures de un mètre de haut, est créée en juillet 1967. Dès cette date, l'aménagement et l'usage de la Tour aux figures font l'objet d'analyses très fouillées : ce n'est déjà plus une sculpture mais une construction qui relève de l'architecture. Toutefois à ce moment-là, l'artiste n'envisage pas d'agrandissement. 
L'année suivant, il affine le projet de la Tour aux figures en se faisant aider de l'architecte Antoine Butor, qui réalise les plans et maquettes. Avec lui, il conçoit, pour l'intérieur de la Tour aux figures, trois projets. Le 1er projet est rapidement abandonné car assimilable à un immeuble d'habitation divisé en appartements. Le deuxième projet, intitulé L'Aérogire, conçu comme un habitat unique, préfigure le Gastrovolve qui constitue le troisième projet, le plus abouti et celui qui sera réalisé.
La Tour aux figures est présentée pour la première fois en 1968 dans l'ouvrage Édifices, consacré aux projets d'œuvres monumentales de Jean Dubuffet publié lors de l'exposition Édifices, projets et maquettes d'architecture au musée des Arts décoratifs à Paris. 
Jean Dubuffet connait plusieurs échecs dans la réalisation de sculptures monumentales en France : son projet pour La Défense Site Scriptuaire (1973–1974) n'a jamais été réalisé, puis en 1975 le nouveau président de Renault, Bernard Vernier-Palliez, arrête la construction du Salon d'été, ce qui donne lieu à un procès retentissant que Dubuffet gagnera en 1981. À l'étranger, en revanche, Jean Dubuffet réalise plusieurs grandes sculptures hourloupéennes, et construit, pour son propre usage, la Closerie Falbala, achevée en 1973, près de ses ateliers de sculpture dans le Val-de-Marne, à Périgny-sur-Yerres. 
En 1983, le nouveau ministre de la culture, Jack Lang (sur l'impulsion de Claude Mollard, délégué aux Arts plastiques) propose à Jean Dubuffet de faire bâtir un édifice à Paris. La commande sera passée par le Centre national des arts plastiques. Pour y répondre, Jean Dubuffet choisit la Tour aux figures. Plusieurs lieux d'implantation sont envisagés puis refusés par Dubuffet ou les riverains : la place d'Italie, le parc de la Villette, le parc de Saint-Cloud. 
Finalement, Jean Dubuffet accepte en janvier 1985 le site de l'île Saint-Germain et recommande que l'œuvre soit édifiée sur la petite bute où elle se trouve aujourd'hui. 
Jean Dubuffet meurt en mai 1985, au tout début des études de la construction de la tour. C'est donc la Fondation Jean Dubuffet, créée par l'artiste en 1974, qui assure la continuité et appuie le Centre national des arts plastiques pendant la réalisation qui commence en 1986 par la structure intérieure en béton. La structure extérieure, la peau en résine époxy peinte, est confiée à Richard Dhoedt, l'un des anciens de son atelier, que Dubuffet avait accrédité pour ce projet avant son décès. Les pièces sont fabriquées en atelier, selon le procédé toujours utilisé pour les sculptures monumentales de l'artiste, à savoir le « pantographe », à partir de la maquette originale. La réalisation et le montage des 90 panneaux géants dure un an et mobilise une quinzaine de personnes. L'inauguration a lieu le 24 octobre 1988 en présence de François Mitterrand, président de la République, de Jack Lang, ministre de la Culture, d'André Santini, maire d'Issy-les-Moulineaux, d'Armande de Trentinian, collaboratrice de Jean Dubuffet et première directrice de la Fondation Dubuffet, et d'Isalmina Dubuffet, fille de l'artiste. 
L'œuvre est inscrite aux monuments historiques le 16 septembre 1992, puis classée le 10 septembre 2008,. En 2015, l'État cède la Tour aux figures au Département des Hauts-de-Seine pour un euro symbolique à charge d'assurer sa sauvegarde. Une restauration de l'œuvre est engagée en 2019 sous la direction de l'agence Pierre-Antoine Gatier, architecte en chef des monuments historiques. La Tour aux figures ouvre à nouveau le 12 septembre 2020. L'intérieur de la tour se découvre en visite guidée uniquement. Un espace d'accueil a également ouvert dans la halle du parc afin de permettre à tous de découvrir l'œuvre et de prolonger sa visite.